# Gare de Luxey
La gare de Luxey est une gare ferroviaire française, disparue, des lignes de Nizan à Luxey et de Luxey à Mont-de-Marsan, qui était située sur le territoire de la commune de Luxey dans le département des Landes.
Mise en service en 1886, elle est fermée au service des voyageurs en 1955 et à tout service en 1970.

## Situation ferroviaire
Gare d'embranchement, Luxey était le terminus, au point kilométrique (PK) 39,6 de la ligne du Nizan à Luxey, après la gare de Sore, s'intercalait la halte de Houaste. Elle était également l'origine de la ligne de Luxey à Mont-de-Marsan.

## Histoire
La gare de Luxey est mise en service le  6 septembre 1886 par la société de messieurs Faugère et Bernard, lors de l'ouverture de l'exploitation de la section de Sore à Luxey de leur ligne du Nizan à Luxey. Elle devient une gare de la Société générale des chemins de fer économiques (SE) lorsque celle-ci reprend officiellement la ligne en 1887.
Elle devient une gare d'embranchement le 12 juin 1906, commune aux deux compagnies, lors de l'ouverture à l'exploitation de la ligne de Luxey à Mont-de-Marsan, par la Compagnie du chemin de fer d'intérêt local de Luxey à Mont-de-Marsan
La fermeture au service des voyageurs intervient le 31 décembre 1954 pour la section de Sore à Luxey et la gare ferme définitivement à ce service en 1955 lors de l'arrêt de cette activité sur la section de Luxey à Mont-de-Marsan base aérienne. Le service des marchandises s'arrête en 1959 sur la ligne de Mont-de-Marsan et le 31 décembre 1970 entre Saint-Symphorien et Luxey sur la ligne de Nizan. Cette dernière fermeture marque l'arrêt de la dernière activité ferroviaire de la gare.

## Patrimoine ferroviaire
La gare et son site ont totalement disparus, seul une « rue de l'ancienne gare » dessert un lotissement créé sur l'ancienne emprise de la voie.